# Лесо (Гіпускоа)
Лесо (баск. Lezo, ісп. Lezo) — муніципалітет в Іспанії, у складі автономної спільноти Країна Басків, у провінції Гіпускоа. Населення — 6003 особи (2009).
Муніципалітет розташований на відстані близько 360 км на північний схід від Мадрида, 7 км на схід від Сан-Себастьяна.

## Демографія
Динаміка населення (INE ):

## Уродженці
- Пако Аєстаран (*1963.

## Галерея зображень

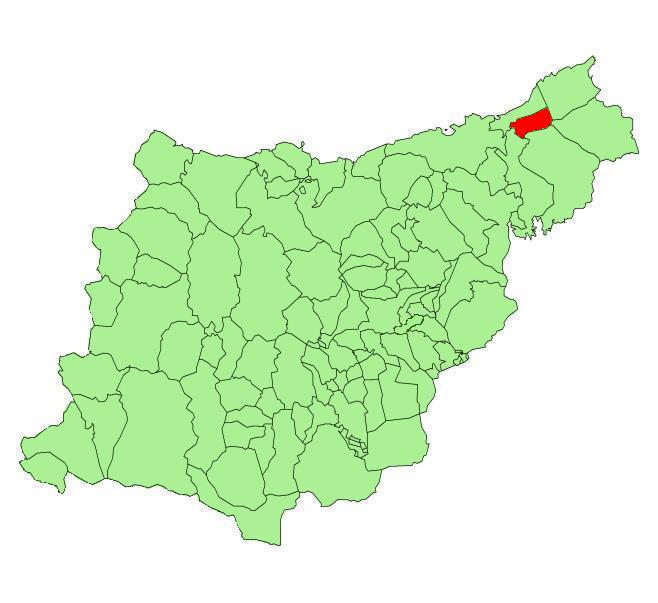
Розташування муніципалітету